# Dolmens du Bois de Monfarbeau
Les deux dolmens du Bois de Monfarbeau sont situés sur le territoire de la commune de Ternant dans le département français de la Côte-d'Or et la région Bourgogne-Franche-Comté.

## Historique
Les dolmens se situaient sous des tumulus et ont fait l'objet de fouilles pour la première fois en 1932. Des artefacts datant du 1er âge du bronze ont été découverts.
Les deux dolmens sont restaurés en 1975 par l'association des Amis de Vergy.

## Dolmenno1
C'est un dolmen simple composé de deux orthostates et une dalle de chevet, le tout recouvert d'une unique table de couverture.

## Dolmenno2
Le dolmen est dénommé « la chambre au Prêtre ». D'une épaisseur d'une cinquantaine de centimètres, sa dalle de couverture fait 5,12m de large sur 1,93m de long. La chambre est composée d'une orthostate sud de 2,50m de long et une orthostate nord de 2m de long. Avec le temps, les orthostates ont cédé sous le poids de la dalle de couverture.

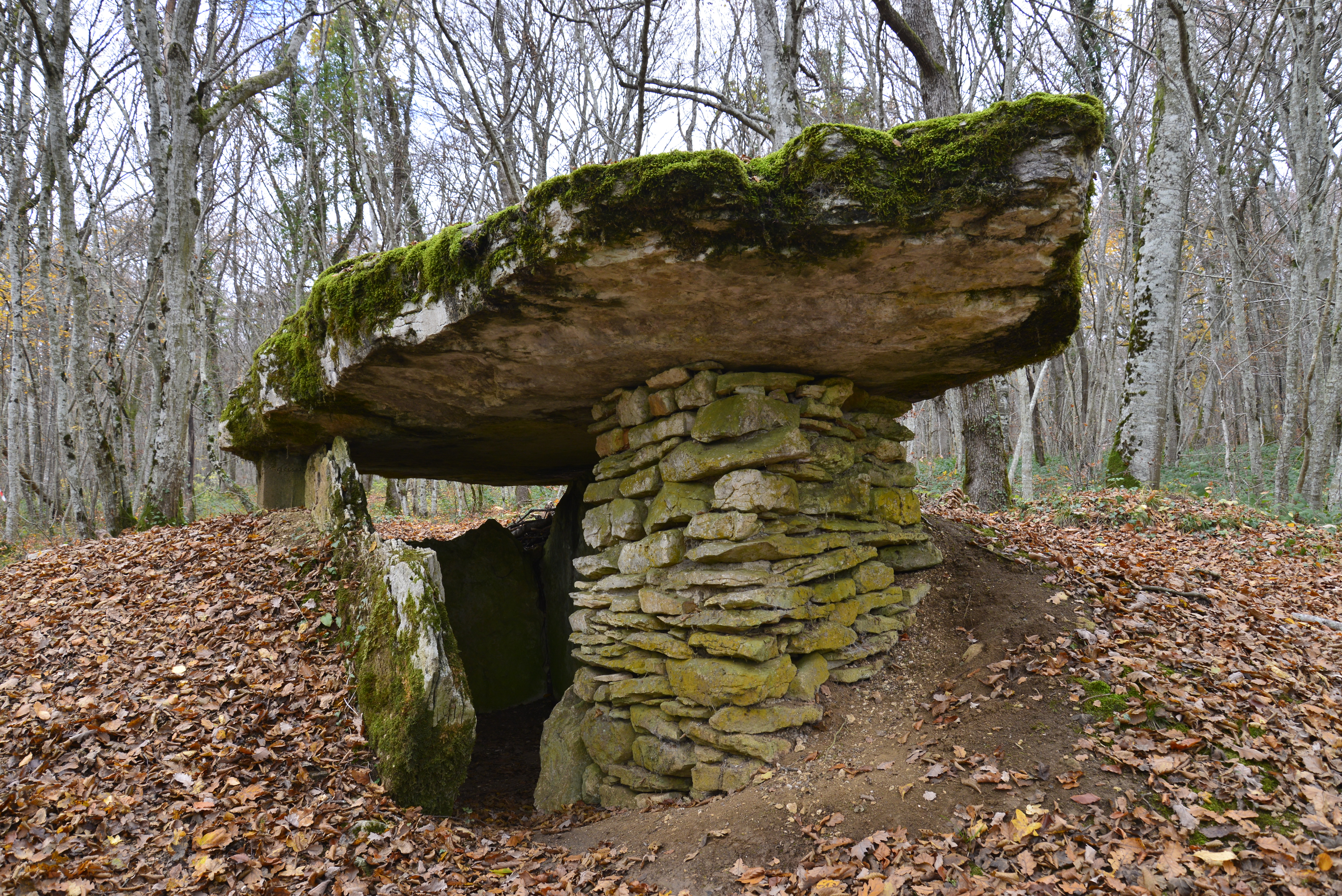
« Dolmen du Bois de Monfarbeau »